# French Stewart
Milton French Stewart, född 20 februari 1964 i Albuquerque, New Mexico, är en amerikansk skådespelare.

## Filmografi (i urval)
- 1996–2001 – Tredje klotet från solen (TV-serie)
- 1994 – Stargate
- 1999 – Love stinks
- 2002 – Ensam hemma 4
- 2003 – Inspector Gadget 2
- 2013–2014 – Mom (TV-serie)